# Red za zasluge (Slovenija)
Red za zasluge je v Republiki Sloveniji odlikovanje, pa tudi  najnižja stopnja tega reda, ki ga podeli Predsednik Republike.
Red se podeli za zasluge, dosežene za Republiko Slovenijo na civilnem področju, diplomatsko mednarodnem področju in vojaškem oziroma varnostnem področju.
Red za zasluge se podeljuje državljanom Republike Slovenije, skupinam državljanov, pravnim osebam ter drugim organizacijam kot tudi tujim državljanom in tujim ter mednarodnim organizacijam. 
Na podlagi tega zakona se zaslužnim posameznikom in skupinam podeljujejo redi, ali pa tudi druga odlikovanja in medalje.

## Vrste reda za zasluge
- Red za izredne zasluge
- Zlati red za zasluge
- Srebrni red za zasluge
- Red za zasluge

## Nosilci
- seznam nosilcev reda za zasluge Republike Slovenije